# Pala (Pinhel)
Pala é uma freguesia portuguesa do município de Pinhel, com 13,12 km² de área e 415 habitantes (censo de 2021). A sua densidade populacional é 31,6 hab./km².
Com curiosa toponímia, possivelmente ligada ao ancestral povo lusitano, uma vez que pala significa literalmente "pedra sagrada" em língua lusitana.[carece de fontes?]
Antiga terra de grande produção de carne caprina, hoje Pala é considerada como capital da vinha dada a importância do setor vitivinicola na economia local. Logo é das freguesias com mais área de vinha do país e a maior do concelho.[carece de fontes?]

## Demografia
A população registada nos censos foi:
| Distribuição da População por Grupos Etários | Distribuição da População por Grupos Etários | Distribuição da População por Grupos Etários | Distribuição da População por Grupos Etários | Distribuição da População por Grupos Etários |
| -------------------------------------------- | -------------------------------------------- | -------------------------------------------- | -------------------------------------------- | -------------------------------------------- |
| Ano                                          | 0-14 Anos                                    | 15-24 Anos                                   | 25-64 Anos                                   | > 65 Anos                                    |
| 2001                                         | 75                                           | 91                                           | 324                                          | 139                                          |
| 2011                                         | 49                                           | 44                                           | 248                                          | 202                                          |
| 2021                                         | 15                                           | 37                                           | 170                                          | 193                                          |

## Património
- Igreja Matriz de São Simão
- Capela do Divino Senhor das Almas
- Capela de Santo Amaro da Reigadinha
- Antiga escola primária
- Cruzeiro da Reigadinha